# يوسوكي كاتاأوكا
يوسوكي كاتاأوكا (باليابانية: 片岡 洋介) (مواليد 26 مايو 1982)، هو لاعب كرة قدم ياباني سابق كان يلعب كلاعب وسط.

## وصلات خارجية
- يوسوكي كاتاأوكا على موقع رابطة كرة القدم اليابانية للمحترفين (اليابانية)
- يوسوكي كاتاأوكا على موقع قاعدة بيانات كرة القدم.إي يو (الإنجليزية)
- يوسوكي كاتاأوكا على موقع Soccerway.com (الإنجليزية)
- يوسوكي كاتاأوكا على موقع عالم كرة القدم.نت (الإنجليزية)